# Animation:Master
Animation:Master, kurz A:M, ist ein erstmals 1987 von Hash, Inc. ursprünglich für Amiga vorgestelltes, professionelles 3D-Grafiksoftware-Paket (damals noch unter anderem Namen). A:M ist kompatibel mit Windows (XP, Vista, Win7 und Win8/8.1) und Mac OS X. Die Community trägt zu Animation:Masters Vollständigkeit und Plug-in-Vielfalt bei.
A:M arbeitet mit Splines / Patches und liefert von Haus aus eine interaktive Dokumentation mit Voice Agents und einen Community-Chat mit, was die Benutzer von Anfang an in die Gemeinschaft eingliedert. Abgeschlossene 3D-Modelle können zusammen mit Beispielexemplaren in einer Bibliothek abgespeichert und jederzeit importiert werden.
Das Programm bietet dabei alle Tools, die man zur Erstellung von 3d-Animationen benötigt. Einige Features im Überblick:
- „Patch“- bzw. „Spline“-basierend
- Haar-Simulation und Animation
- Partikelanimationen (Fluid-, Sprite-, Hair-Partikel mit Simulation und Animation)
- u. a. Radiosity (mit Caustics), Image Based Lightening und Ambient Occlusion
- Neben normalem Ambient Occlusion auch FastAmbientOcclusion (nahezu Echtzeit ab v16)
- OpenEXR-Rendering mit Lightbuffern
- Multipass-Rendering
- Umfangreiches Constraint- und Riggingsystem
- Expressions
- SmartSkins und Weights
- Crowd-Animation
- sehr übersichtlicher und mächtiger Rendermanager mit Netzwerkrendering-Funktionalität, Batch-Rendering, verteiltem Rendern, Presets, Pool-Speicherung, Wiederaufnahme, n-Core-Unterstützung usw. (ab v16)
- v16 beherrscht bis zu 50 % schnelleres Rendering als v15 (abhängig von der Szene)
- v17: Retopology, A:M Answers, STL-Export etc.
- v18: High-subdivision export und Realtimeanzeige auf OpenGL 3 Basis GPU-Realtime-Post-Effekte, 3dCoat-plugin, 3d-Painter-Plugin, Neues Exportplugin Blender -> A:M

Besonders bekannt ist Animation:Master für seine in dieser und weit höheren Preisklassen einzigartigen Characteranimationswerkzeuge und die sehr intuitive Bedienung.